# Rachel Banham
Rachel Banham (ur. 15 lipca 1993 w Lakeville) – amerykańska koszykarka, występująca na pozycji rozgrywającej, obecnie zawodniczka w Minnesoty Lynx w WNBA.
W 2010 (Minnesota Basketball News Player of the Year, Minneapolis Star-Tribune Paul Pioneer Press Metro Player of the Year) i 2011 (Associated Press Player of the Year, Minnesota Gatorade Player of the Year, Minneapolis Star-Tribune, Minnesota Miss Basketball, Paul Pioneer Press Metro Player of the Year) była wybierana najlepszą zawodniczką szkół średnich stanu Minnesota.
16 marca 2016 ustanowiła rekord turnieju WNIT, zdobywając 48 punktów, podczas zwycięskiego spotkania z UW-Milwaukee. Została jedenastą zawodniczką w historii rozgrywek NCAA, która zdobyła w trakcie swojej kariery akademickiej co najmniej 3000 punktów (3093).
25 lutego 2020 trafiła w wyniku wymiany do Minnesoty Lynx.

## Osiągnięcia
Stan na 28 lutego 2020, na podstawie, o ile nie zaznaczono inaczej.
NCAA
- Uczestniczka turnieju:
  - NCAA (2015)
  - WNIT Sweet 16 (2014)
- Zawodniczka roku konferencji Big 10 (2016)
- Najlepsza:
  - pierwszoroczna zawodniczka roku konferencji Big 10 (2012)
  - sportsmenka roku podczas gali Golden Goldys (2014)
- MVP turnieju:
  - Best Buy Classic (2012)
  - Subway Classic (2012, 2013)
  - Resort Rainbow Wahine Showdown (2013)
- Laureatka:
  - Fast Break Club Award (2016)
  - Minnesota Women's Basketball Gopher Spirit Award (2015)
  - Minnesota Women's Basketball MVP (2012, 2013, 2014)
- Zaliczona do:
  - I składu:
    - All-America (2016 przez ESPNW, USBWA, Associated Press)
    - Big 10 (2013, 2014, 2016)
    - najlepszych pierwszorocznych zawodniczek:
      - NCAA (2012 przez Full Court)
      - Big 10 (2012)

    - turnieju:
      - Best Buy Classic (2011)
      - WBI (2011)

  - II składu Big 10 (2012)
  - honorable mention All-America (2013 przez Associated Press, WBCA, 2014 przez WBCA, Associated Press, 2016 przez WBCA)
- Liderka strzelczyń Big 10 (2014)

WNBA
- Wicemistrzyni WNBA (2019)

Indywidualne
(* – nagrody przyznane przez portal australianbasket.com)
- Zaliczona do składu honorable mention australijskiej ligi WNBL (2018)*